# إدموند بيلنغز
إدموند بيلنغز (بالإنجليزية: Edmund Billings)‏ هو مصرفي أمريكي، ولد في 14 يناير 1868، وتوفي في 7 فبراير 1929.